# El Guaje, San Francisco del Rincón
El Guaje är en ort i Mexiko.   Den ligger i kommunen San Francisco del Rincón och delstaten Guanajuato, i den centrala delen av landet, 300 km nordväst om huvudstaden Mexico City. El Guaje ligger 1 903 meter över havet och antalet invånare är 146.
Terrängen runt El Guaje är kuperad åt sydväst, men åt nordost är den platt. Runt El Guaje är det ganska glesbefolkat, med 47 invånare per kvadratkilometer. Närmaste större samhälle är San Roque, 19,7 km nordväst om El Guaje. Trakten runt El Guaje består till största delen av jordbruksmark.